# Clathrodrillia wolfei
Clathrodrillia wolfei é uma espécie de gastrópode do gênero Clathrodrillia, pertencente à família Drilliidae.